# Bowie Legacy
Bowie Legacy (en españolː Legado Bowie), es el primer álbum recopilatorio póstumo de David Bowie, publicado el 11 de noviembre de 2016. Este álbum contiene canciones de la última recopilación en vida de Bowie Nothing Has Changed del 2014, excluyendo el sencillo Sue (Or In A Seasons of Crime), de su álbum Blackstar y Love Is Lost de The Next Day, y en su lugar incluyendo Lazarus y I Can´t Give Everything Away, del mismo Blackstar, y Slow Burn de Heathen, del 2003.
- Datos: Q27062798